# Spokoistvie, Sofiivka
Spokoistvie (în ucraineană Спокойствіє) este un sat în comuna Marie-Dmîtrivka din raionul Sofiivka, regiunea Dnipropetrovsk, Ucraina.

## Demografie
Componența lingvistică a localității Spokoistvie
     Ucraineană (100%)
Conform recensământului din 2001, toată populația localității Spokoistvie era vorbitoare de ucraineană (100%).